# Afrikaans kampioenschap voetbal vrouwen 2012
Het Afrikaans kampioenschap voetbal vrouwen 2012 (of CAF vrouwenkampioenschap) was de 10e editie van dit voetbaltoernooi voor landenteams. Het vond plaats van 28 oktober tot en met 11 november in Equatoriaal-Guinea.
Het gastland werd voor de tweede keer kampioen door in de finale  Zuid-Afrika te verslaan.

## Kwalificatie
Er schreven zich 24 landen in voor het kampioenschap. In de voorronde van de kwalificatie spelden 20 landen, de eerste vier van het kampioenschap in 2010 werden direct geplaatst in de hoofdronde. De wedstrijden in de voorronde werden gespeeld op 13-15 januari en 27-29 januari in een uit- en thuiswedstrijd.

### Voorronde
| Datum | Team #1   | 1e  | 2e  | Team #2        | Datum             |
| ----- | --------- | --- | --- | -------------- | ----------------- |
| 14/01 | Egypte    | 4-2 | 0-4 | Ethiopië       | 29/01             |
| 14/01 | Namibië   | 0-2 | 2-5 | Tanzania       | 29/01             |
| 14/01 | Ivoorkust | 5-1 | 5-0 | Guinee         | 29/01             |
|       | Kenia     | -   | -   | Mozambique     | 1                 |
| 14/01 | Zambia    | 7-0 | 2-4 | Malawi         | 28/01             |
| 14/01 | Marokko   | 2-0 | 0-2 | Tunesië        | 28/01 (straf 5-3) |
|       | Senegal   | -   | -   | Burundi        | 1                 |
| 14/01 | Botswana  | 0-1 | 1-2 | Zimbabwe       | 29/01             |
| 14/01 | Oeganda   | 1-1 | 0-4 | Congo-Kinshasa | 28/01             |
| 15/01 | Mali      | 0-3 | 0-5 | Ghana          | 29/01             |

 1:Kenia en Burundi trokken zich terug 

### hoofdronde
De hoofdronde van de kwalificatie werd gespeeld op 25-27 mei en op 15-17 juni 2012. 
| Datum | Team #1        | 1e  | 2e  | Team #2            | Datum              |
| ----- | -------------- | --- | --- | ------------------ | ------------------ |
| 27/05 | Ethiopië       | 2-1 | 1-0 | Tanzania           | 16/06              |
| 26/05 | Ivoorkust      | 7-0 | 5-0 | Mozambique         | 16/06              |
| 26/05 | Zambia         | 1-3 | 1-2 | Zuid-Afrika        | 16/06              |
| 26/05 | Marokko        | 0-0 | 0-0 | Senegal            | 16/06 (straf 4-5)  |
| 27/05 | Zimbabwe       | 0-2 | 0-4 | Nigeria            | 16/06              |
|       | Congo-Kinshasa | -   | -   | Equatoriaal-Guinea | 2                  |
| 26/05 | Ghana          | 1-1 | 1-1 | Kameroen           | 17/06 (straf 9-10) |

 2:wedstrijd niet gespeeld, Equitoriaal Guinea door als organisator.Congo daardoor automatisch geplaatst.  

## Eindronde

### Gekwalificeerde landen
De zeven winnaars van de hoofdronde van de kwalificatie en het gastland speelden de eindronde.
| Ethiopië           | Senegal     |
| Equatoriaal-Guinea | Nigeria     |
| Congo-Kinshasa     | Ivoorkust   |
| Kameroen           | Zuid-Afrika |

Bij de loting voor de eindronde waren titelverdediger Nigeria in groep B en het gastland in groep A geplaatst. De wedstrijden werden gespeeld in Bata in het Estadio de Bata en in Malabo in het Nuevo Estadio de Malabo.
| Malabo                  |                    | Bata |
| Nuevo Estadio de Malabo | Estadio de Bata    |      |
| capaciteit: 15.250      | capaciteit: 35.700 |      |
|                         |                    |      |

### Groepsfase

#### Groep A
| Team               | Wed | W | G | V | DV | DT | DS  | Ptn |
| ------------------ | --- | - | - | - | -- | -- | --- | --- |
| Equatoriaal-Guinea | 3   | 3 | 0 | 0 | 12 | 0  | +12 | 9   |
| Zuid-Afrika        | 3   | 2 | 0 | 1 | 5  | 2  | +3  | 6   |
| Congo-Kinshasa     | 3   | 1 | 0 | 2 | 2  | 10 | −8  | 3   |
| Senegal            | 3   | 0 | 0 | 3 | 0  | 7  | −7  | 0   |

|                       |                    |         |             |                                 |
| 28 oktober 2012 14:30 | Equatoriaal-Guinea | 1 – 0   | Zuid-Afrika | Nuevo Estadio de Malabo, Malabo |
| 28 oktober 2012 14:30 | Chinasa 33'        | verslag |             | Nuevo Estadio de Malabo, Malabo |

|                       |         |         |                 |                                 |
| 28 oktober 2012 17:30 | Senegal | 0 – 1   | Congo-Kinshasa  | Nuevo Estadio de Malabo, Malabo |
| 28 oktober 2012 17:30 |         | verslag | Nona 74' (pen.) | Nuevo Estadio de Malabo, Malabo |

|                       |             |         |         |                                 |
| 31 oktober 2012 14:30 | Zuid-Afrika | 1 – 0   | Senegal | Nuevo Estadio de Malabo, Malabo |
| 31 oktober 2012 14:30 | Mgcoyi 70'  | verslag |         | Nuevo Estadio de Malabo, Malabo |

|                       |                                                                |         |                |                                                                        |
| 31 oktober 2012 17:30 | Equatoriaal-Guinea                                             | 6 – 0   | Congo-Kinshasa | Nuevo Estadio de Malabo, Malabo Scheidsrechter: Christine Ziga (Ghana) |
| 31 oktober 2012 17:30 | Añonma 25', 66', 73' Mwalutshe 39' (e.d.) Chinasa 63' Jade 86' | verslag |                | Nuevo Estadio de Malabo, Malabo Scheidsrechter: Christine Ziga (Ghana) |

|                       |                                              |         |         |                                 |
| 3 november 2012 17:30 | Equatoriaal-Guinea                           | 5 – 0   | Senegal | Nuevo Estadio de Malabo, Malabo |
| 3 november 2012 17:30 | Jade 5', 14' Tiga 15' Jumária 47' Añonma 72' | verslag |         | Nuevo Estadio de Malabo, Malabo |

|                       |                               |         |                |                       |
| 3 november 2012 17:30 | Zuid-Afrika                   | 4 – 1   | Congo-Kinshasa | Estadio de Bata, Bata |
| 3 november 2012 17:30 | Smeda 3' Mgcoyi 10', 48', 57' | verslag | Tutzolana 88'  | Estadio de Bata, Bata |

#### Groep B
| Team      | Wed | W | G | V | DV | DT | DS | Ptn |
| --------- | --- | - | - | - | -- | -- | -- | --- |
| Nigeria   | 3   | 3 | 0 | 0 | 8  | 2  | +6 | 9   |
| Kameroen  | 3   | 1 | 1 | 1 | 5  | 3  | +2 | 4   |
| Ivoorkust | 3   | 1 | 0 | 2 | 7  | 7  | 0  | 3   |
| Ethiopië  | 3   | 0 | 1 | 2 | 0  | 8  | −8 | 1   |

|                       |                            |         |                  |                       |
| 29 oktober 2012 14:30 | Nigeria                    | 2 – 1   | Kameroen         | Estadio de Bata, Bata |
| 29 oktober 2012 14:30 | Ohadugha 45+1' Nkwocha 86' | verslag | Manie 52' (pen.) | Estadio de Bata, Bata |

|                       |                                       |         |          |                       |
| 29 oktober 2012 17:30 | Ivoorkust                             | 5 – 0   | Ethiopië | Estadio de Bata, Bata |
| 29 oktober 2012 17:30 | N'Rehy 1', 9', 68' Gnago 51' Koko 53' | verslag |          | Estadio de Bata, Bata |

|                       |                                     |         |           |                       |
| 1 november 2012 14:30 | Kameroen                            | 4 – 1   | Ivoorkust | Estadio de Bata, Bata |
| 1 november 2012 14:30 | Iven 11', 25' Onguene 62' Zouga 88' | verslag | Nahi 18'  | Estadio de Bata, Bata |

|                       |          |         |                                   |                       |
| 1 november 2012 17:30 | Ethiopië | 0 – 3   | Nigeria                           | Estadio de Bata, Bata |
| 1 november 2012 17:30 |          | verslag | Sunday 26' Mbachu 64' Nkwocha 66' | Estadio de Bata, Bata |

|                       |                                  |         |            |                                 |
| 4 november 2012 17:30 | Nigeria                          | 3 – 1   | Ivoorkust  | Nuevo Estadio de Malabo, Malabo |
| 4 november 2012 17:30 | Chukwudi 9' Ngozi 39' Mbachu 75' | verslag | N'Rehy 82' | Nuevo Estadio de Malabo, Malabo |

|                       |          |       |          |                       |
| 4 november 2012 17:30 | Kameroen | 0 – 0 | Ethiopië | Estadio de Bata, Bata |
| 4 november 2012 17:30 | verslag  |       |          | Estadio de Bata, Bata |

### halve finale
|                       |                       |         |          |                                 |
| 7 november 2012 14:30 | Equatoriaal-Guinea    | 2 – 0   | Kameroen | Nuevo Estadio de Malabo, Malabo |
| 7 november 2012 14:30 | Chinasa 7' Añonma 40' | verslag |          | Nuevo Estadio de Malabo, Malabo |

|                       |         |         |             |                         |
| 7 November 2012 17:30 | Nigeria | 0 – 1   | Zuid-Afrika | Nkoantoma Stadium, Bata |
| 7 November 2012 17:30 |         | verslag | van Wyk 23' | Nkoantoma Stadium, Bata |

### derde/vierde plaats
|                        |                 |         |         |                                 |
| 11 november 2012 14:30 | Kameroen        | 1 – 0   | Nigeria | Nuevo Estadio de Malabo, Malabo |
| 11 november 2012 14:30 | Enganamouit 31' | verslag |         | Nuevo Estadio de Malabo, Malabo |

### finale
|                        |                                      |         |             |                                                      |
| 11 november 2012 17:30 | Equatoriaal-Guinea                   | 4 – 0   | Zuid-Afrika | Nuevo Estadio de Malabo, Malabo Toeschouwers: 20 000 |
| 11 november 2012 17:30 | Chinasa 43', 72' Tiga 66' Añonma 70' | verslag |             | Nuevo Estadio de Malabo, Malabo Toeschouwers: 20 000 |

## Kampioen
| Afrikaans kampioenschap vrouwenvoetbal 2012 |
| ------------------------------------------- |
| EQUATORIAAL-GUINEA 2ste titel               |

1991 ·
1995 · 
1998 · 
2000 · 
2002 · 
2004 · 
2006 · 
2008 · 
2010 ·
2012 ·
2014 ·
2016 ·
2018 ·
2022